# Capella
Capella sau Alpha Aurigae, α Aur, uneori, în română: Capra este o stea strălucitoare din emisfera nordică, cea mai strălucitoare stea din constelația Vizitiul. Are o magnitudine de 0,08 și se află la o depărtare de 42,21 de ani-lumină (13,1 pc) de Pământ.
Identificată, cu ochiul liber, ca o singură stea, Capella este de fapt un sistem stelar compus din două perechi de stele duble. Prima pereche consistă în două stele gigante strălucitoare de tip spectral G, fiecare cu câte un diametru de câte zece ori mai mare decât cel al Soarelui, aflate pe orbită una în jurul celeilalte. Aceste două stele au părăsit secvența principală și evoluează încet spre a deveni gigante roșii, stadii pe care le vor atinge peste mai multe milioane de ani. Cea de-a doua pereche, aflată la 10.000 de unități astronomice de prima pereche, consistă în două pitice roșii..

## Etimologie și cultură
Capella semnifică, în latină, „căpriță”, steaua reprezentând, în mod tradițional „capra” pe care o duce „vizitiul” pe spate, sau uneori umărul stâng al vizitiului din constelația eponimă. În astronomia chineză, ea face parte din asterismul Wuche, care reprezintă cinci care. Printre stelele cele mai strălucitoare, Capela este steaua cea mai apropiată de polul nord ceresc și joacă astfel un rol foarte important în mitologii. În Mitologia greacă, ea este asimilată cu Amaltheia, capra divină care l-a alăptat pe Zeus, pe Muntele Ida, în Creta.

## Vizibilitate
Este cea mai strălucitoare stea din constelația Vizitiul, a șasea cea mai strălucitoare stea de pe cerul înstelat, a treia cea mai strălucitoare stea de pe emisfera nordică (după Arcturus și Vega), și a patra cea mai strălucitoare stea vizibilă cu ochiul liber de la latitudini mai mari de 40° N.
Declinația nord a Capellei face ca aceasta să fie invizibilă la sud de paralela 44°S. De la latitudini mai înalte de 44°N este circumpolară, ceea ce include și aproape întreaga Românie. Este vizibilă circumpolar în nordul Statelor Unite ale Americii, în aproape toată Canada, Regatul Unit, în majoritatea teritoriului metropolitan francez, în Austria, Elveția, nordul Italiei, Germania, Scandinavia, Republica Moldova, Ungaria, Republica Cehă, Slovacia, Polonia, în aproape întreaga Federație Rusă, Țările Baltice, Ucraina, Belarus...

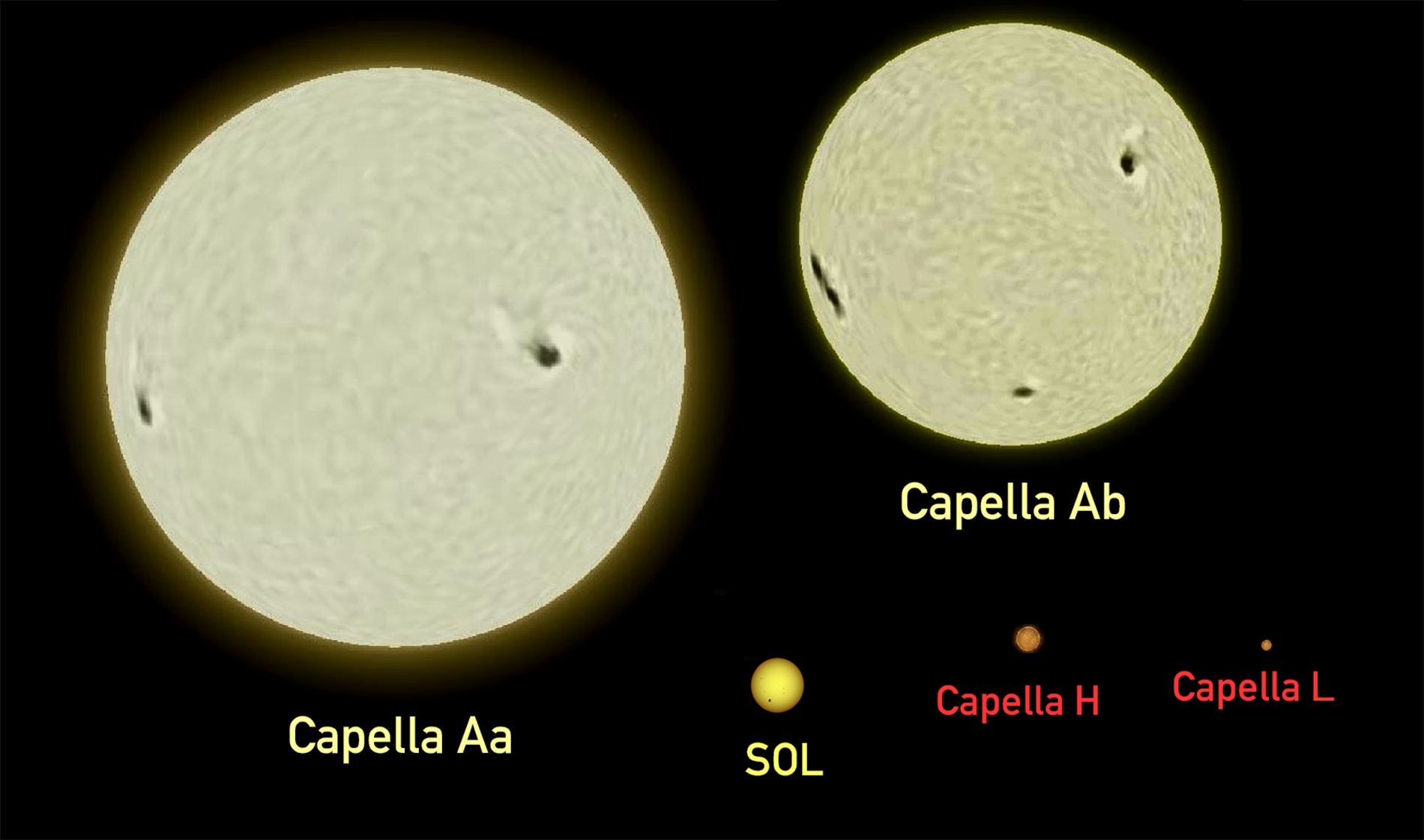
Sistemul stelar Capella cu stelele sale, în comparație cu Soarele.